# McCulloch Stadium
McCulloch Stadium é um estádio ao ar livre com 2.500 lugares em Salem, Oregon, Estados Unidos . Construída em 1950, a instalação multiuso serve como sede para os times de futebol e atletismo da Universidade de Willamette, além de jogos de futebol americano do ensino médio. Localizado em Bush's Pasture Park, ao sul do campus de Willamette, o estádio inclui uma arquibancada, campo de futebol e pista de corrida.

## Esportes
O estádio hospeda uma variedade de esportes. Isso inclui lacrosse,  futebol, futebol e competições de atletismo.  McCulloch pode acomodar 2.500 espectadores. Todos os assentos do estádio estão na arquibancada coberta no lado oeste da pista de jogo. As arquibancadas incluem uma cabine de imprensa, escritórios para os treinadores, vestiários dos jogadores e instalações de treinamento esportivo. 
McCulloch inclui a pista Charles Bowles de oito pistas para as equipes de atletismo da escola. O estádio também hospeda jogos de futebol americano do ensino médio, incluindo os playoffs da OSAA.
Desde 2017, o estádio também é palco do Portland Timbers U23.